# Дружнаја Горка
Дружнаја Горка (рус. Дружная Горка) насељено је место са административним статусом варошице (рус. посёлок городского типа) на северозападу европског дела Руске Федерације. Налази се у западном делу Лењинградске области и административно припада Гатчињском рејону.
Према проценама националне статистичке службе за 2015. у вароши је живело 3.649 становника.
Статус насеља урбаног типа, односно варошице носи од 1927. године.

## Географија
Варошива Дружнаја Горка налази се у јужном делу Гатчињског рејона и лежи на северној обали Орлинског језера, на месту где из језера отиче река Орлинка. Насеље се налази на око 40 километара јужно од административног центра рејона Гатчине, односно на око 90 километара од историјског центра Санкт Петербурга.
Насеље је повезано са националним аутопутем М20 који повезује Псков и Санкт Петербург, а неколико километара западније налази се и железничка станица Строганово.

## Историја
Насеље је основано 1801. године, као пратеће радничко насеље запослених у локалној фабрици стакла коју је основао санктпетербуршки трговац Василиј Ритинг. Према подацима са карте Ф. Ф. Шуберта из 1884. године, село је носило назив Стекљајнаја Дружногорка (рус. Стеклянная Дружногорка), и у том периоду имало је око стотинак становника, а већину популације чинили су Немци. Крајем XIX века у селу ја саграђена немачко-финска лутеранска црква брвнара, затворена 1925. године.
Од 16. маја 1927. године насеље добија званичан административни статус урбаног центра у рангу варошице.
Током Другог светског рата варошица је била под окупацијом снага Вермахта, а од фашистичких окупатора ослобођена је 30. јануара 1944. године..
Дружногорска урбана општина (рус. «Дружногорское городское поселение») са седиштем у Дружнаји Горкој успостављена је 1. јануара 2006. године.

## Демографија
Према подацима са пописа становништва 2010. у вароши су живела 3.463 становника, док је према проценама националне статистичке службе за 2015. варошица имала 3.649 становника.
| 1939. | 1959. | 1970. | 1979. | 1989. | 2002. | 2010. | 2015. |
| ----- | ----- | ----- | ----- | ----- | ----- | ----- | ----- |
| 2.659 | 3.191 | 4.245 | 4.665 | 4.208 | 3.696 | 3.463 | 3.649 |

## Привреда
Најважнији привредни објекат у насељу, још од његовог осниваеа, је фабрика за производњу стакла која непрекидно ради још од оснивања 1801. године. Фабрика је данас специјализована за производњу стаклене лаборатријске опреме.